# Dürrenberg (Wutha-Farnroda)
Der Dürrenberg ist ein 452,9 m hoher Berg in der Gemeinde Wutha-Farnroda, Ortsteil Mosbach im Wartburgkreis in Thüringen.
Der Dürrenberg befindet sich 500 m westlich der Ortslage von Mosbach und erstreckt sich bis zum  Rennsteig des Thüringer Waldes, er wird forstwirtschaftlich genutzt, am Südrand markiert die Fuchswiese einen Bereich der mittelalterlichen Hut- und Triftbezirke von Ruhla. Einige Felspartien werden gelegentlich von Sport- und Freizeitkletterern zum Training genutzt.

## Geschichte

### Forstgeschichte
Vom ehemaligen Jagdschloss Hohe Sonne erreicht man in Richtung Ruhla gehend, nach etwa 800 m die zum Dürrenberg gehörende Waldung am Rennsteig.
Der 1692 als „Dörrerenbergk“, 1707 „Dörnberg“ und ab 1754 „Dürrenberg“ bezeichnete Berg war zu diesem Zeitpunkt noch mit Wiesen und Hochweiden  auf der flachen Hochfläche versehen, an der Flanke des Berges trifft man auf einen „Schäfersborn“ und mehrere Hohlwegtrassen als Zeugnisse der alten Verkehrswege. Schon 1522 wird die Helle erwähnt, aus der später die „Mosbacher Hölle“ wurde. In dieser winzigen Klamm verbargen die Mosbacher Bauern im Krieg ihr Vieh und die Familien, der Eingang zur Schlucht war leicht zu versperren und zu tarnen. In der Mosbacher Kirchenchronik wird der Ort auch als „Ochsenstall“ vermerkt. Ein angrenzender Forstort wird als „Hoher Bruch“ bezeichnet, der Name dürfte auf einen Wind- oder Schneebruch hinweisen. Zuletzt hat der Orkan Kyrill im östlich angrenzenden Forst am Hangstein schwere Schäden hinterlassen.

### Tunnelprojekt
Im Rahmen einer Bürgerinitiative haben sich Mosbacher Bürger gegen eine geplante Untertunnelung am Dürrenberg ausgesprochen und kämpfen gegen die Umverlegung der bisherigen Bundesstraße 19 im Abschnitt Etterwinden–Wilhelmsthal–Eisenach auf die noch im Stadium der Trassenfindung befindlichen Bundesstraße 19N.
Die umverlegte Bundesstraße 19 mit Durchtunnelung vom Dürrenberg würde nach Ansicht der Planer eine erhebliche Entlastung für den Eisenacher Innenstadtverkehr und eine Beruhigung des vom Tourismus geprägten Südstadtquartiers bieten. Die neue Trasse würde nahe dem Schloss Wilhelmsthal in einen Tunnel einmünden, der den Rennsteig an dieser günstigen Stelle unterquert und würde nördlich von Mosbach beim Waldbad enden. In der Fortsetzung würde eine Talbrücke zum Kohlberg bei Mosbach errichtet werden, wo die Bundesstraße dann mit Ziel auf den Kreisel von Wutha an die „Eisenacher Stadtautobahn“ anbinden würde. Auch dieser Abschnitt benötigt eine Talbrücke zur Überführung der Straße über den Fluss Hörsel, die Gothaer Straße östlich von Eisenach und die elektrifizierte Intercity-Bahnstrecke im Abschnitt Eisenach–Gotha.